# Castel Schöneck
Il castel Schöneck (in tedesco: Burg Schöneck), a volte italianizzato in "castello di Scaunia", è un castello che si trova a circa 1058 metri sul livello del mare presso Issengo (Issing), una frazione del paese di Falzes in Val Pusteria (BZ).

## Storia
Nei pressi del castello medioevale si trovano i resti dell'antico maso Pacherhof, dove nacque il pittore e scultore Michael Pacher.
Il castello fu dei signori di Rodengo e apparve nei documenti per la prima volta nel 1155 e successivamente nel 1164. In seguito il castello passò ai conti del Tirolo. Nel 1377 risiedeva nel castello Friedrich von Wolkenstein: è perciò probabile che suo figlio, il celebre autore Oswald von Wolkenstein, sia nato a Schöneck. Dal XVII al XX secolo i proprietari furono i conti Künigl di Casteldarne, che vendettero il maniero (nel frattempo divenuto casa di contadini) nel 1964. Il nuovo proprietario ha fatto eseguire da allora numerosi interventi di ristrutturazione e ha reso il castello una casa signorile.

## Il castello oggi
Il castello ai giorni nostri preserva il mastio, il palazzo e alcune parti della cappella originaria dove si trova un dipinto del Pacher. Schöneck è raggiungibile in pochi minuti percorrendo una strada nel bosco, a partire dal vicino ristorante omonimo: tuttavia il castello è di proprietà privata e non è perciò consentito l'accesso ai visitatori.